# Чельцов, Максим Михайлович
Максим Михайлович Чельцов (4 сентября 1970, Москва, СССР) — советский и российский футболист, защитник, функционер.
Воспитанник СДЮШОР Советского района Москвы и СДЮШОР "Торпедо", в которую перешёл в составе целой группы футболистов во главе с тренером Б. М. Бурлаковым. Карьеру в высшей лиге чемпионатов СССР и России провёл в составе московского «Торпедо» — 96 матчей и 1 аннулированный. В «бронзовых» сезонах 1988 и 1991 годов провёл 3 и 5 матчей соответственно. Выступать закончил в клубе третьего дивизиона «Торпедо-ЗИЛ» в 1997 году.
Работал в «Торпедо-ЗИЛ» директором (2000) и администратором (2001). В раменском «Сатурне» — селекционером дубля (2002), техническим директором (2003—2004).
Сын Дмитрий — футболист и футбольный агент.

## Достижения
- Обладатель Кубка России 1993 года.